# Pilocrocis nalotalis
Pilocrocis nalotalis là một loài bướm đêm trong họ Crambidae.